# Esdanaïta-(Ce)
L'esdanaïta-(Ce) és un mineral de la classe dels fosfats.

## Característiques
L'esdanaïta-(Ce) és un fosfat de fórmula química NaMnCe(PO₄)₂·4H₂O. Va ser aprovada com a espècie vàlida per l'Associació Mineralògica Internacional l'any 2019, i encara resta pendent de publicació. Cristal·litza en el sistema ortoròmbic.
L'exemplar que va servir per a determinar l'espècie, el que es coneix com a material tipus, es troba conservat a les col·leccions mineralògiques del Museu Canadenc de la Natura, al Quebec (Canadà), amb el número de catàleg: cmnmc 87259.

## Formació i jaciments
Va ser descoberta a la pedrera Poudrette, situada al mont Saint-Hilaire, dins el municipi regional de comtat de La Vallée-du-Richelieu, a Montérégie (Quebec, Canadà), sent l'únic indret de tot el planeta on ha estat descrita aquesta espècie mineral.